# Chelonichondria
Chelonichondria is een geslacht van eenoogkreeftjes uit de familie van de Chondracanthidae. De wetenschappelijke naam is voor het eerst geldig gepubliceerd in 1994 door Ho.

## Soorten
- Chelonichondria okamurai Ho, 1994